# Tokimeki Memorial Only Love
Tokimeki Memorial Only Love (ときめきメモリアル Only Love?) è un anime giapponese ispirato alla serie di videogiochi Tokimeki Memorial, e specificatamente a Tokimeki Memorial Online, della Konami. L'anime è stato trasmesso in giappone nel 2006 su TV Tokyo.

## Trama
La storia di Tokimeki Memorial Only Love ruota intorno a Riku Aoba, uno studente al secondo anno delle scuole superiori, appena trasferitosi alla prestigiosa Tsumugi Private High School, dove dieventerà subito il perno di una serie di eventi e attività sportive organizzate dal consiglio studentesco. Alla nuova scuola, Riku avrà anche la possibilità di conoscere tre bellissime ragazze: Amamiya Sayuri, Kasuga Tsukasa, e Yayoi Mina, e gli eventi faranno in modo che il destino dei quattro personaggi sarà indissolubilmente legato.

## Lista episodi
1. Tokimeki Encounter (ときめきの出会い)
2. Tokimeki Destiny (ときめきの運命)
3. Tokimeki After School (ときめきの放課後)
4. Tokimeki Water's Surface (ときめきの水面(みなも))
5. Tokimeki Accident (ときめきの事故(アクシデント))
6. Tokimeki Rain (ときめきの雨)
7. Tokimeki Confession (ときめきの告白)
8. Tokimeki Time (ときめきの時)
9. Tokimeki Sea (ときめきの海)
10. Tokimeki Twilight (ときめきの夕暮れ)
11. Tokimeki Memories (ときめきの記憶)
12. Tokimeki Night (ときめきの夜)
13. Tokimeki Secret (ときめきの秘密)
14. Tokimeki Transfer Student (ときめきの転校生)
15. Tokimeki Reality (ときめきの現実)
16. Tokimeki Moment (ときめきの瞬間)
17. Tokimeki Cultural Festival (ときめきの文化祭)
18. Tokimeki Field Trip (ときめきの修学旅行)
19. Tokimeki Message (ときめきの伝言 (メッセージ))
20. Tokimeki Thoughts (ときめきの想い)
21. Tokimeki Holy Night (ときめきの聖夜(クリスマス))
22. Tokimeki New Year (ときめきの新年)
23. Tokimeki Present (ときめきの贈り物)
24. Tokimeki Farewell (ときめきの別れ)
25. Tokimeki Wish (ときめきの願い)

## Colonna sonora
Sigla di apertura
- "Yokan" ("Premonizione"), cantata da Yuki Makishima.

Sigla di chiusura
- "Kiseki no Kakera" ("Frammenti di un miracolo"), cantata da Yuki Makishima, Yukako Yoshikawa e Saki Fujita (eps. 1-16).
- "Himitsu" ("Segreto"), cantata da Yuki Makishima, Yukako Yoshikawa e Saki Fujita (eps. 17-24).